# 3618 Kuprin
3618 Kuprin este un asteroid din centura principală, descoperit pe 20 august 1979 de Nikolai Cernîh.